# シンフォニエッタ (プロコフィエフ)
シンフォニエッタ イ長調（英語：Sinfonietta in A major）は、ロシアの作曲家、セルゲイ・プロコフィエフが作曲した管弦楽曲である。

## 概要
プロコフィエフが『シンフォニエッタ イ長調』Op.5を作曲したのは1909年で、サンクトペテルブルク音楽院での指揮の師であるニコライ・チェレプニンに献呈された。その後、1914年に改訂され、さらに1929年にOp.5/48として最終改訂版が出版された。最終改訂版は1930年11月18日にコンスタンチン・サラジェフの指揮で初演された。

## 特徴
『シンフォニエッタ』はその軽やかさや和声のねじれなどが、『古典交響曲』とよく似た特徴を示している。しかし『シンフォニエッタ』は演奏機会が少なく、プロコフィエフは「この2つの作品がこんなに違った運命をたどるのが理解できない」と不満を漏らしていた。

## 構造
5楽章から成り立っている。演奏時間は約25分。
1. Allegro giocoso
2. Andante
3. Intermezzo: Vivace
4. Scherzo: Allegro risoluto
5. Allegro giocoso

## 編成
フルート2、オーボエ2、クラリネット2、ファゴット2、ホルン4、トランペット2、弦5部。